# Albany (Ohio)
Albany falu Athens megyében, Ohio államban, az Amerikai Egyesült Államokban.

## Demográfiai adatok
A 2000. évi népszámlálási adatok szerint Albany lakónépessége 808 fő, a háztartások száma 352, és a családok száma 222. Albany népsűrűsége 252,5 fő/km². Albany lakónépességének 97,28%-a fehér, 1,11%-a afroamerikai, 0,12%-a indián, 0,12%-a ázsiai, 0,12%-a óceániai, 0,87%-a egyéb és 0,37%-a legalább két rasszba tartozik.

## Történelem
Albanyt 1842-ben alapították.